# Ea H'leo
Ea H'Leo (đọc là /E-a-hờ-leo/) là một huyện thuộc tỉnh Đắk Lắk, Việt Nam.
Tên huyện được đặt theo tên suối Ea H'Leo, một con suối lớn chảy qua địa bàn huyện.

## Địa lý

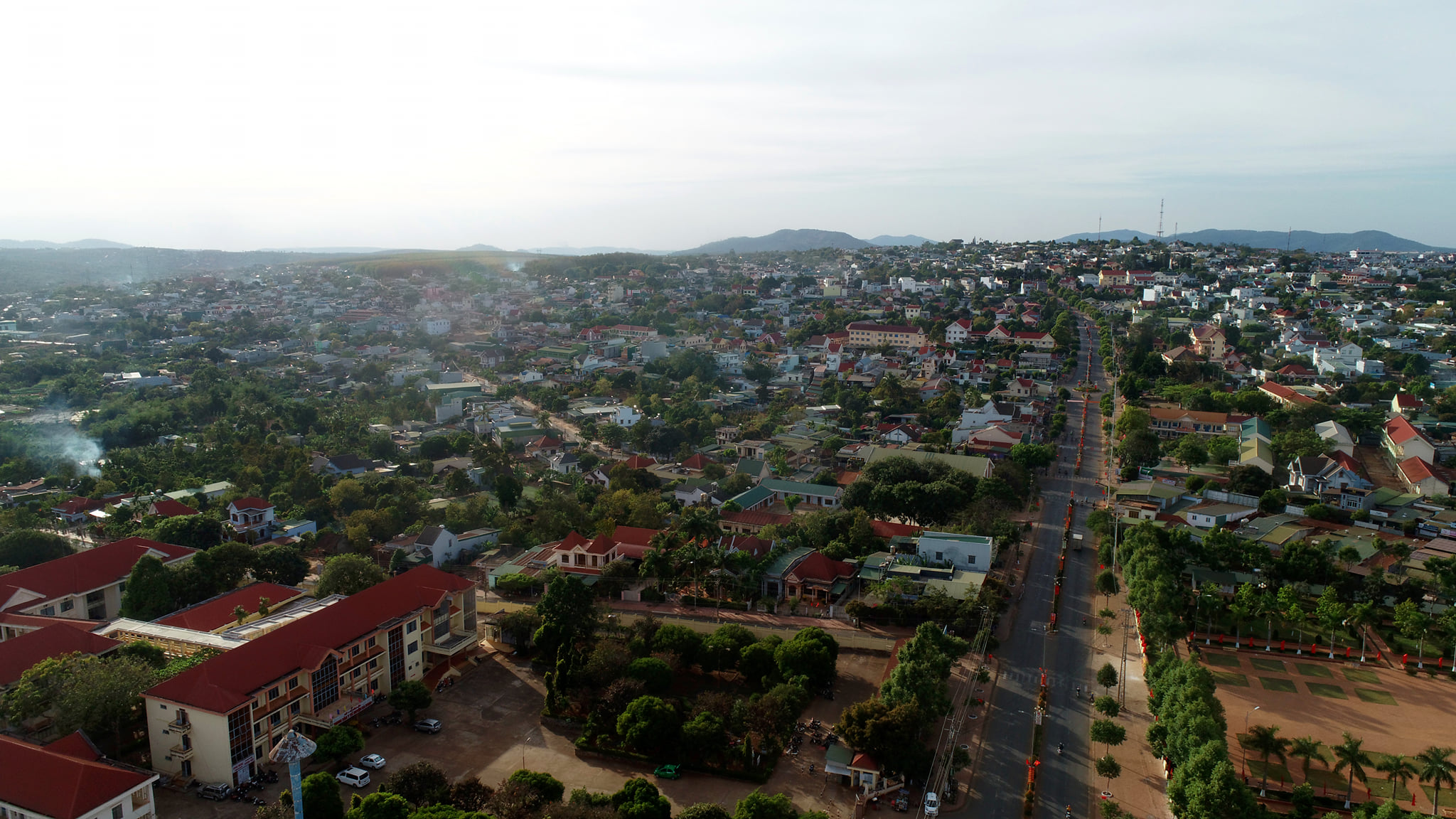
Một góc trung tâm huyện

Huyện Ea H'Leo nằm ở cửa ngõ phía bắc của tỉnh Đắk Lắk. Trung tâm huyện lỵ là thị trấn Ea Drăng, cách thành phố Buôn Ma Thuột 80 km về phía bắc và cách thành phố Pleiku 100 km về phía nam theo Quốc lộ 14.
Huyện có vị trí địa lý:
- Phía đông giáp thị xã Ayun Pa và huyện Krông Pa thuộc tỉnh Gia Lai
- Phía tây giáp huyện Ea Súp
- Phía nam giáp các huyện Cư M'gar, Krông Búk và Krông Năng
- Phía bắc giáp các huyện Chư Pưh và Phú Thiện thuộc tỉnh Gia Lai.

Ea H'Leo là đất miền trung Cao Nguyên có nhiều tài nguyên về rừng và đất. Cao su và cà phê là hai loại cây công nghiệp chủ đạo, mang lại thu nhập đáng kể cho người dân.
Về tài nguyên, ở đây đáng chú ý là khu bảo tồn thông nước Ea Ral bảo tồn loài cây có từ thời tiền sử cùng thời với các loài khủng long. Hiện tại nơi đây là một trong hai nơi ở Đắk Lắk và cả trên thế giới còn có những quần thể loài cây này.

Cánh đồng quạt gió Ea Nam (Ea H'leo) được chụp từ Flycam

Ea H'Leo là huyện của những trang trại điện gió nằm tại nhiều xã. Trong những năm gần đây, huyện Ea H'Leo đã xuất hiện hàng loạt trang trại  điện gió do một số công ty xây dựng. Các trụ điện gió tại xã Dliê Yang gồm 12 trụ turbins và xã Ea Nam gồm 84 trụ turbins (tập đoàn Trung Nam) nay đã đi vào hoạt động và là nơi thu hút nhiều khách tham quan.

## Hành chính
Huyện Ea H'Leo có 12 đơn vị hành chính cấp xã trực thuộc, bao gồm thị trấn Ea Drăng (huyện lỵ) và 11 xã: Cư A Mung, Cư Mốt, Ea Hiao, Ea H'Leo, Ea Khal, Ea Nam, Ea Ral, Ea Sol, Ea Tir, Ea Wy, Dliê Yang.

## Lịch sử
Thời Pháp thuộc, huyện Ea H'Leo ngày nay thuộc quận Buôn Hồ, một trong năm đơn vị hành chính hình thành sớm nhất tỉnh Đắk Lắk.
Đến thời kì kháng chiến chống Mỹ, chính quyền Sài Gòn thay đổi địa giới hành chính của 2 tỉnh Darlac và Pleiku. Khi đó, phần lớn huyện thuộc quận Cheo Reo, tỉnh Pleiku. Ngày 1/9/1962, theo Sắc lệnh số 186, chính quyền quyết định tách một phần phía Nam tỉnh Pleiku và phía Bắc tỉnh Darlac để thành lập một tỉnh mới lấy tên là tỉnh Phú Bổn, với 4 quận: Cheo Reo, Phú Túc, Phú Thiện và Thuần Mẫn. Huyện Ea H'Leo khi đó thuộc quận Thuần Mẫn. Quận lỵ Thuần Mẫn cách tỉnh lỵ Hậu Bổn (Cheo Reo) 15 km về phía tây nam. Ngày nay, tuy địa danh quận Thuần Mẫn không còn nhưng tên gọi này vẫn được sử dụng cho Trường tiểu học Thuần Mẫn và Lâm trường Thuần Mẫn.
Sau năm 1975, vùng đất phía nam quận Thuần Mẫn được cắt sang tỉnh Đắk Lắk.
Ngày 3 tháng 4 năm 1980, Hội đồng Chính phủ ban hành Quyết định 110-CP. Theo đó, tách 4 xã: Ea Sol, Ea H'Leo, Ea Khăl và Dliê Yang thuộc huyện Krông Búk để thành lập huyện Ea H'Leo.
Khi mới thành lập, huyện Ea H'Leo có 4 xã nói trên. Huyện lỵ đặt tại xã Ea Khal.
Ngày 17 tháng 9 năm 1981, thành lập 2 xã: Ea Wy và Cư Mốt.
Ngày 17 tháng 1 năm 1984, Hội đồng Bộ trưởng ban hành Quyết định 13-HĐBT. Theo đó:
- Chia xã Ea Khal thành 2 xã: Ea Khal và Ea Ral
- Chia xã Ea Sol thành 2 xã: Ea Sol và Ea Hiao.

Trong giai đoạn 1988-1994, huyện thành lập thêm xã Ea Nam.
Ngày 9 tháng 1 năm 1998, thành lập thị trấn Ea Drăng (thị trấn huyện lỵ huyện Ea H'Leo) trên cơ sở 1.688 ha diện tích tự nhiên và 12.275 người của xã Ea Khal.
Ngày 26 tháng 11 năm 2003, Quốc hội ban hành Nghị quyết 22/2003/QH11 chia tỉnh Đắk Lắk thành 2 tỉnh: Đắk Lắk và Đắk Nông, huyện Ea Súp thuộc tỉnh Đăk Lăk.
Ngày 16 tháng 5 năm 2006, thành lập xã Cư A Mung trên cơ sở 7.435 ha diện tích tự nhiên và 3.491 người của xã Ea Wy.
Ngày 27 tháng 8 năm 2007, thành lập xã Ea Tir trên cơ sở điều chỉnh 9.802 ha diện tích tự nhiên và 3.239 người của xã Ea Nam.
Huyện Ea H'leo có 1 thị trấn và 11 xã như hiện nay.
Ngày 1 tháng 4 năm 2016, Bộ Xây dựng ban hành Quyết định số 313/QĐ-BXD công nhận thị trấn Ea Drăng là đô thị loại IV.